# Arc de Gibraltar

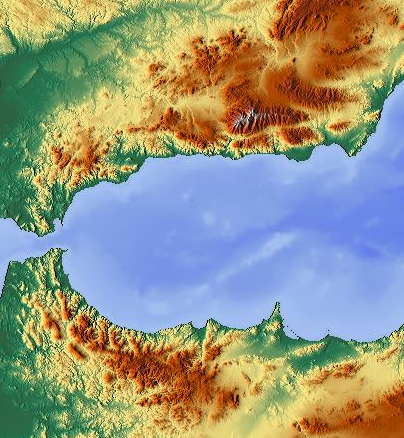
Arc de Gibraltar bien visible sur une carte topographique.

L'arc de Gibraltar est une zone géologique correspondant à la cordillère arquée qui entoure la mer d'Alboran (située entre la péninsule Ibérique et l'Afrique). Il est formé par les cordillères Bétiques (Sud de l'Espagne), y compris le rocher de Gibraltar, et le Rif (Nord du Maroc).
Le plus haut sommet de la région est le Mulhacén (3 479 m), dans la cordillère Bétique. Les précipitations sont principalement recueillies par les fleuves Guadalquivir (au nord de la cordillère Bétique) et Sebou (au sud du Rif).
La formation de cette chaîne montagneuse est liée à un orocline à la suite du rapprochement entre la plaque africaine et la plaque ibérique durant le Tertiaire (depuis 65 millions d'années), mais les mécanismes qui l'ont modelée sont encore sujets à débat chez les géologues et les géophysiciens.
La problématique géologique de cette région réside dans le fait que l'empilement de matériau de la croûte terrestre eut lieu en même temps que l'extension de la croûte qui donna naissance à la mer d'Alboran. Cette simultanéité de compression et d'extension tectoniques implique l'existence de forces tectoniques générées dans la région elle-même, indépendamment de celles transmises depuis les plaques africaines et ibériques. Des différentes tentatives pour expliquer ces forces on peut déduire au moins quatre modèles alternatifs proposés pour expliquer la formation de l'arc de Gibraltar et de la mer d'Alboran.
À une époque plus récente, durant la crise de salinité messinienne au cours de laquelle s'assécha une grande partie de la Méditerranée (il y a environ 5 millions d'années), la région constitua un pont entre les deux continents et donna par conséquent lieu à un échange biologique.

## Source
- (es) Cet article est partiellement ou en totalité issu de l’article de Wikipédia en espagnol intitulé « Arco de Gibraltar » (voir la liste des auteurs).